# Норт Робинсон (Охајо)
Норт Робинсон (енгл. North Robinson) град је у америчкој савезној држави Охајо.

## Демографија
По попису из 2010. године број становника је 205, што је 6 (-2,8%) становника мање него 2000. године.
| Група             | 2000.       | 2010.       |
| Белци             | 209 (99,1%) | 194 (94,6%) |
| Афроамериканци    | 0 (0,0%)    | 0 (0,0%)    |
| Азијати           | 0 (0,0%)    | 1 (0,5%)    |
| Хиспаноамериканци | 0 (0,0%)    | 6 (2,9%)    |
| Укупно            | 211         | 205         |